# روبرتو سيزار
روبرتو سيزار (بالبرتغالية: Roberto César Zardin Rodrigues) (19 ديسمبر 1985 في البرازيل – )؛ هو لاعب كرة قدم سابق كان يلعب كمهاجم.

## وصلات خارجية
- روبرتو سيزار على موقع رابطة كرة القدم اليابانية للمحترفين (اليابانية)
- روبرتو سيزار على موقع دوري كوريا الجنوبية (الإنجليزية)
- روبرتو سيزار على موقع إي إس بي إن إف سي (الإنجليزية)
- روبرتو سيزار على موقع قاعدة بيانات كرة القدم.إي يو (الإنجليزية)
- روبرتو سيزار على موقع Soccerway.com (الإنجليزية)
- روبرتو سيزار على موقع عالم كرة القدم.نت (الإنجليزية)